# Brasil Alfabetizado
O programa Brasil Alfabetizado (BRALF) é uma iniciativa do Governo Federal do Brasil com objetivo de alfabetizar jovens a partir dos quinze anos, de maneira descentralizada e utilizando voluntariado por todo o país. As turmas de alfabetização são divididas entre Rurais e Urbanas, tendo número mínimo de alunos em dez e vinte, respectivamente. O máximo permitido são vinte e cinco alunos. No caso de alunos especiais, cada turma pode comportar até três alunos.

## Hierarquia
O Governo Federal é o idealizador e executa as ações através do Ministério da Educação, e este por sua vez através da Secretaria de Educação Continuada, Alfabetização e Diversidade. Um grau abaixo encontram-se os Estados Federados, que através de adesão por escrito demonstram interesse em disponibilizar o programa para seus municípios. Os estados são representados pelas suas respectivas Secretarias de Educação Estaduais. Cada estado determina a um ou mais segmentos da sua estrutura organizacional para cadastrar Coordenadores de Turma, Alfabetizadores Populares, Intérprete de Libras e Alfabetizandos.

## Bolsas
Cada Coordenador de Turmas recebe uma bolsa-auxílio pelo seu voluntariado no valor de R$600,00, pago diretamente em conta corrente (aberta pelo Governo Federal) no Banco do Brasil. Aos Alfabetizadores Populares, a bolsa é de R$400,00, paga da mesma maneira. Caso a sua turma possua algum aluno com necessidade especial, esse valor é acrescido em R$275,00.

## Orçamento geral
Cada Estado recebe um auxílio financeiro de ordem proporcional ao número de turmas, alfabetizadores, coordenadores e alfabetizandos cadastrados. Do repasse total, pode destinar verbas para compra de material escolar, custear curso de formação para os alfabetizadores, financiar o transporte de alunos, etc.